# Sam L. Collins

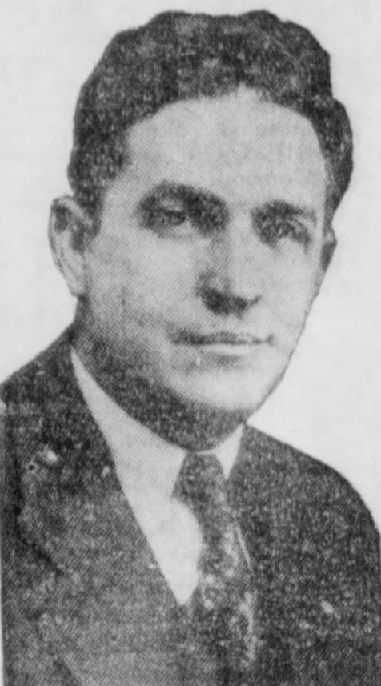
Sam L. Collins

Samuel LaFort „Sam“ Collins (* 6. August 1895 in Fortville, Hancock County, Indiana; † 26. Juni 1965 in Fullerton, Kalifornien) war ein US-amerikanischer Politiker. Zwischen 1933 und 1937 vertrat er den Bundesstaat Kalifornien im US-Repräsentantenhaus.

## Werdegang
Sam Collins besuchte die öffentlichen Schulen in Indiana und Kalifornien. Im Jahr 1915 absolvierte er die Chaffey Union High School in Ontario (Kalifornien). Während eines Grenzkonflikts mit Mexiko diente er im Jahr 1916 mit der kalifornischen Nationalgarde im medizinischen Dienst (Hospital Corps) an der mexikanischen Grenze. Im Ersten Weltkrieg war Collins zwischen 1917 und 1919 Feldwebel in einer Infanterieeinheit der US Army. Dabei war er im aktiven Kriegseinsatz. Nach einem anschließenden Jurastudium und seiner 1921 erfolgten Zulassung als Rechtsanwalt begann er in Fullerton in diesem Beruf zu arbeiten. Zwischen 1926 und 1932 war er zunächst bis 1930 stellvertretender und danach regulärer Bezirksstaatsanwalt im Orange County. Gleichzeitig schlug er als Mitglied der Republikanischen Partei eine politische Laufbahn ein.
Bei den Kongresswahlen des Jahres 1932 wurde Collins im damals neu eingerichteten 19. Wahlbezirk von Kalifornien in das US-Repräsentantenhaus in Washington, D.C. gewählt, wo er am 4. März 1933 sein neues Mandat antrat. Nach einer Wiederwahl konnte er bis zum 3. Januar 1937 zwei Legislaturperioden im Kongress absolvieren. Während dieser Zeit wurden dort viele der New-Deal-Gesetze der Bundesregierung unter Präsident Franklin D. Roosevelt verabschiedet, denen aber Collins’ Partei eher ablehnend gegenüberstand. 1936 unterlag er dem Demokraten Harry R. Sheppard.
Nach dem Ende seiner Zeit im US-Repräsentantenhaus praktizierte Collins wieder als Anwalt. Zwischen 1940 und 1952 saß er als Abgeordneter in der California State Assembly, deren Präsident er seit 1947 war. Er starb am 26. Juni 1965 in Fullerton.